# Parque Nacional Monte Revelstoke

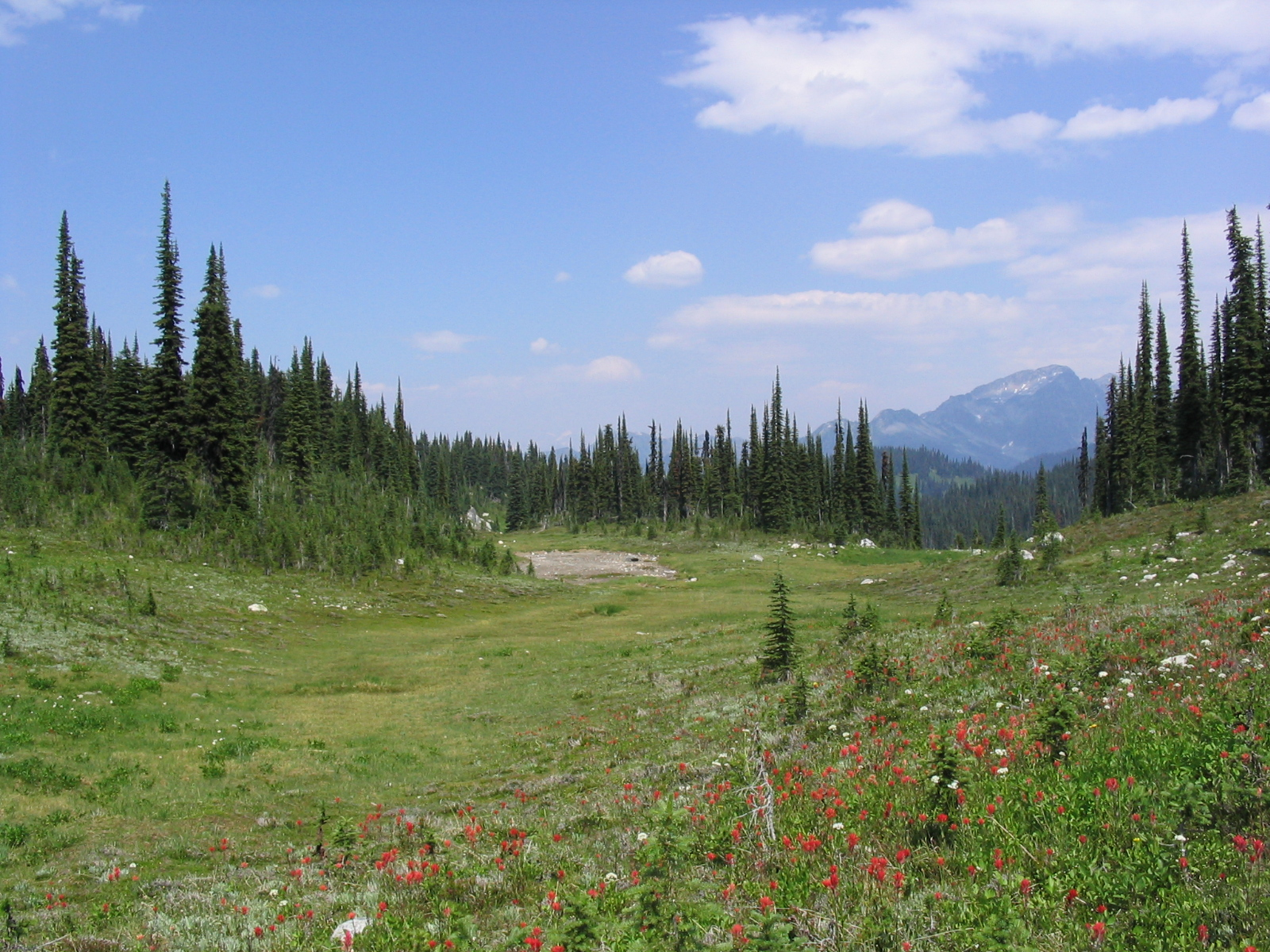

O Parque Nacional Monte Revelstoke está localizado próximo a cidade de Revelstoke na província de Colúmbia Britânica, Canadá. Foi fundado em 1914 e tem uma área de 260 km². Recebe aproximadamente 500 mil visitantes por ano.